# David Šimon
David Šimon (* 14. června 1975) je bývalý český fotbalový brankář.

## Fotbalová kariéra
S fotbalem začínal v 11 letech ve VCHZ Pardubice, o rok později se přesunul do RH Pardubice, kdy vydržel dalších 5 let. Do seniorského fotbalu se podíval v roce 1993 v dresu VTJ Žamberk. O rok později odešel do AFK Chrudim. V zimě 1996 odešel na hostování do FK Pardubice, ovšem po půl roce se do vrátil do Chrudimi, kde vydržel do roku 1998. Tehdy zamířil do AFK Lázně Bohdaneč a v roce 2000 do FK AS Pardubice. V zimě 2003 zamířil na hostování do FC Bohemians Praha, kde vydržel půl roku a následně se vrátil do Pardubic. V roce 2005 se rozhodl pro svůj první odchod do zahraničí, do maltského Birkirkara FC. Ovšem už po roce zamířil do FK Baník Sokolov a v zimě 2007 na Slovensko do FC Tauris Rimavská Sobota. Ovšem už na podzim měnil dres znovu, tentokrát zamířil do FK AS Pardubice a následně do FC Vysočina Jihlava. Na podzim 2008 zamířil do FK Bohemians Praha, ale ani tady nepobyl dlouho a v roce 2009 přestoupil do FC Hradec Králové. Jeho posledním týmem byl FK Spartak MAS Sezimovo Ústí, kde působil v letech 2010–2011. Následně ukončil profesionální kariéru, hrál za divizní Spartu Kutná Hora (do r. 2013) a nyní působí jako funkcionář na Okresním fotbalovém svazu Kutná Hora. Od začátku sezóny 2013/2014 hraje v Divizi C za Kutnou Horu poté KP Pardubický kraj za FC Libišany a aktuálně v sezoně 2017/2018 za ŽSK Třemošnice.

## Ligová bilance
| Ročník                         | Zápasy | Góly | Klub               |
| ------------------------------ | ------ | ---- | ------------------ |
| Gambrinus liga 2002/03         | 2      | 0    | Bohemians 1905     |
| Maltese Premier League 2005/06 | 25     | 0    | Birkirkara FC      |
| Gambrinus liga 2008/09         | 2      | 0    | FK Bohemians Praha |
| CELKEM                         | 29     | 0    |                    |

## Úspěchy
- Birkirkara FC
  - mistr Malty (2005/06)
  - vítěz Maltského superpoháru (2005/06)